# Ведрана (Болоња)
Ведрана (итал. Vedrana) је насеље у Италији у округу Болоња, региону Емилија-Ромања.
Према процени из 2011. у насељу је живело 658 становника. Насеље се налази на надморској висини од 17 м.